# Regions Militars d'Espanya
Les Regions Militars van ser una subdivisió administrativa de tipus militar que van existir a Espanya des del segle xviii fins a finals del segle xx. Constituïen una subdivisió territorial quant a l'assignació de recursos humans i materials amb vista a la defensa, per la qual cosa les Regions militars responien a un model de defensa territorial determinat de cada país.

## Exèrcit de Terra
A Espanya, cada Regió Militar estava manada per un Capità General i les guarnicions estaven compostes per regiments, els quals s'agrupaven en brigades i divisions, manades pels respectius generalés de Brigada o de Divisió, o per Tinents Generals. Existien també unitats auxiliars i no combatents (per exemple Sanitat, Intendència, etc.) i altres unitats combatents no agrupades en regiments i que depenien directament del Capità General (per exemple les forces aèries o navals).

### Origen

Regions militars d'Espanya després de la reforma de 1841.

Durant el regnat de Felip V d'Espanya va ser revitalitzada l'antiga figura del capità general, responsable de l'exèrcit reial present en la seva jurisdicció.
La divisió d'Espanya en Capitanies Generals data de 1705, quan es van ajustar als antics regnes que constituïen la Monarquia Hispànica. Es tractaven de tretze regions: Andalusia, Aragó, Burgos, Canàries, Castella la Vella, Catalunya, Extremadura, Galícia, Costa de Granada, Guipúscoa, Mallorca, Navarra i València. En 1714 es crea la Capitania General de Castella la Nova a partir de la Comissaria General de la Gent de Guerra de Madrid.
En 1898 es va tornar a dividir el territori peninsular en set noves Regions Militars, alhora que es van constituir les Comandàncies Generals de Balears, Canàries, Ceuta i Melilla. En 1907 es reestructuren les Capitanies Generals, rebent el nom de Regions Militars.

### Segona República
Durant la II República, una de les reformes militars del polític i ministre Manuel Azaña va consistir a suprimir les regions militars, creant en el seu lloc les Divisions Orgàniques manades per un general de Divisió.

### Franquisme
Després de la Guerra Civil Espanyola i la instauració de la Dictadura franquista, mitjançant el Decret de 4 de juliol de 1939 del Ministeri de Defensa Nacional es va establir oficialment la divisió administrativa en regions militars i el seu àmbit de jurisdicció.
| Regions Militars d'Espanya (1939-1984) |  |                                                         |
| I                                      |  | Primera Regió Militar, capitania general de Madrid.     |
| II                                     |  | Segona Regió Militar, capitania general de Sevilla.     |
| III                                    |  | Tercera Regió Militar, capitania general de València.   |
| IV                                     |  | Quarta Regió Militar, capitania general de Barcelona.   |
| V                                      |  | Cinquena Regió Militar, capitania general de Saragossa. |
| VI                                     |  | Sisena Regió Militar, capitania general de Burgos.      |
| VII                                    |  | Setena Regió Militar, capitania general de Valladolid.  |
| VIII                                   |  | Vuitena Regió Militar, capitania general de La Corunya. |
| IX                                     |  | Novena Regió Militar, capitania general de Granada.     |

En el cas de la IX Regió, aquesta no apareixia en la nova estructura de 1939. Durant el curs de la Segona Guerra Mundial, a causa del desembarcament aliat en el Nord d'Àfrica al novembre de 1942, es va establir la creació d'aquesta nova IX Regió Militar per reorganitzar les forces de la zona. A aquest efecte, com a segregació de la II Regió Militar i amb Capitania general a Granada, fou creada oficialment l'1 de març de 1944.

### Democràcia
Després de 1978, al costat d'altres demarcacions extrapeninsulars, l'Exèrcit de Terra espanyol va passar d'estar dividit en nou, a sis i quatre regions militars. A aquest efecte, el 17 d'octubre de 1984 es van suprimir la segona (Sevilla) i novena (Granada), per constituir la Regió Militar Sud, en aplicació del decret de reestructuració de l'organització territorial per a l'Exèrcit de Terra que va ser aprovat aquest mateix any.
| Regions Militars d'Espanya (1984-1997) |  |                                                                                  |
| I                                      |  | Regió Militar Centre, amb Comandament i Caserna General a Madrid.                |
| II                                     |  | Regió Militar Sud, amb Comandament i Caserna General a Sevilla.                  |
| III                                    |  | Regió Militar Llevant, amb Comandament i Caserna General a València.             |
| IV                                     |  | Regió Militar Pirinenca Oriental, amb Comandament i Caserna General a Barcelona. |
| V                                      |  | Regió Militar Pirinenca Occidental, amb Comandament i Caserna General a Burgos.  |
| VI                                     |  | Regió Militar Nord-oest, amb Comandament i Caserna General a La Corunya.         |

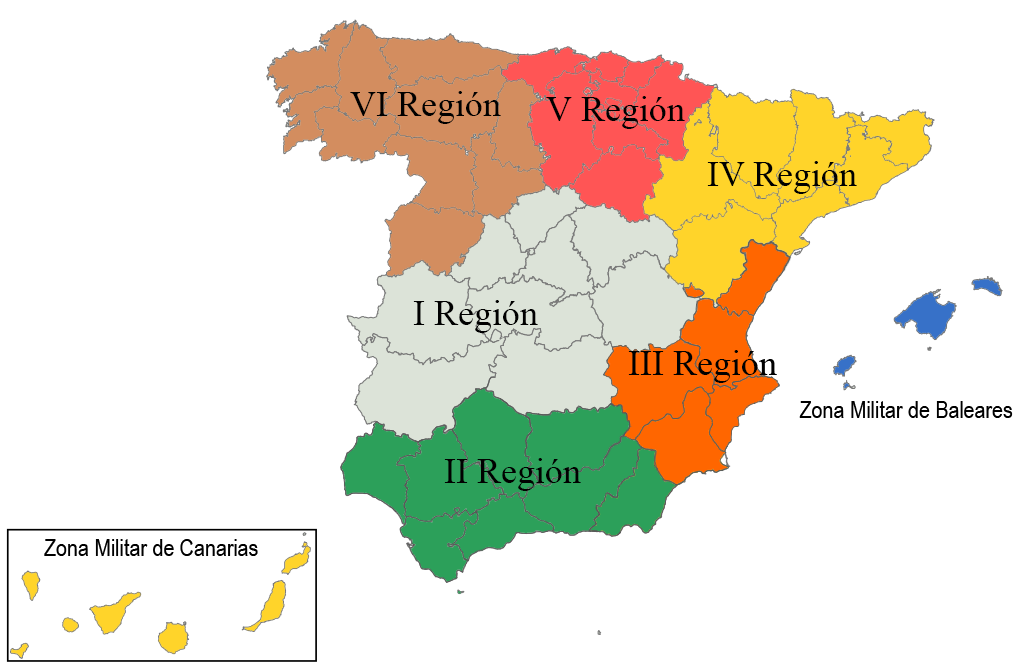
Regions militars d'Espanya fins 1984.

En 1997 el nombre de les regions es va reduir de nou en virtut d'un segon decret de reestructuració, passant de sis a quatre. Des de 2002 les Regions militars tradicionals han desaparegut, ja que des de llavors les Forces Armades espanyoles s'organitzen en unitats tàctiques en funció de les comeses i missions assignades.
| Regions Militars d'Espanya (1997-2002) |  |                                                                          |
| I                                      |  | Regió Militar Centre, amb Comandament i Caserna General a Madrid.        |
| II                                     |  | Regió Militar Sud, amb Comandament i Caserna General a Sevilla.          |
| III                                    |  | Regió Militar Pirinenca, amb Comandament i Caserna General a Barcelona.  |
| IV                                     |  | Regió Militar Nord-oest, amb Comandament i Caserna General a La Corunya. |